# Valle di Ledro
La Valle di Ledro è una valle del Trentino sud-occidentale. 

## Origine del nome
Prende il nome forse dai suoi antichi abitanti, chiamati Leutrenses dai romani, anche se pare più probabile una derivazione di origine germanica, infatti leder significa cuoio ed è anche il nome con cui si chiamano gli abitanti in dialetto ledrense.

## Geografia
È una valle delle prealpi di origine glaciale che corre da est a ovest geologicamente interessante per la sua formazione.

## Storia
Le palafitte del lago di Ledro testimoniano la presenza umana in valle già durante l'Età del rame nel tardo neolitico. I primi ritrovamenti risalgono all'autunno del 1929, quando il livello del lago fu abbassato per i lavori di presa della centrale idroelettrica del Ponale in costruzione a Riva del Garda ed emersero oltre 10.000 pali, attestando una delle più grandi stazioni preistoriche scoperta fino ad allora in Italia ed una delle testimonianze più importanti in Europa. Nell'età medievale e moderna fu principalmente una via di collegamento tra il Garda e le valli Giudicarie e Rendena. Il 21 luglio del 1866 a Bezzecca si svolse la famosa Battaglia e sempre a Bezzecca il 9 agosto Giuseppe Garibaldi rispose al generale Alfonso La Marmora con il famoso telegramma: "Ho ricevuto il dispaccio n. 1073. Obbedisco". Con la dichiarazione di guerra del Regno d'Italia all'Impero austro-ungarico nel 1915 la valle divenne terra di nessuno. La popolazione ricevette l'obbligo di evacuazione entro 24 ore il 22 maggio e fu trasferita d'urgenza in Boemia dove rimase per 4 anni. Gli uomini in età di leva erano già partiti l'anno precedente per il fronte orientale che vide coinvolti più di 11.000 trentini inquadrati nei corpi dei Kaiserjäger. Di grande rilievo storico è la centrale idroelettrica inaugurata da Gabriele D'Annunzio il 18 marzo 1928. Durante la seconda guerra mondiale la valle subì il destino dell'Italia fascista ma restò come tutto il Trentino, l'ultima roccaforte a difesa della via del Brennero da parte delle forze della Wehrmacht, fino al loro ritiro negli ultimi giorni di aprile 1945. Lo sviluppo legato al miracolo economico italiano, come accadde in genere alle aree montane e alpine, giunse tardivamente rispetto al resto del territorio nazionale e il turismo di massa iniziò a portare investimenti in nuove strutture edili ed alberghiere. Molto importante per l'economia della valle fu il complesso di gallerie Agnese e Dom scavate nella montagna Rocchetta che collegano Ledro con Riva del Garda. La prima venne chiamata così in onore dalla sindaca ledrense Agnese Rosa che negli anni '80 spinse per la sua realizzazione, lasciando così l'antica via del Ponale ai percorsi turistici senz'auto.

## Idrografia
Il lago di Ledro si trova nella zona centrale del territorio ed il suo immissario è il torrente Massangla. Funge anche da serbatoio idrico per alimentare la centrale idroelettrica di Riva del Garda. Per non disperdere l'energia elettrica prodotta in sovrabbondanza dalle centrali termoelettriche nel periodo notturno, questa viene utilizzata per far funzionare potenti pompe ad alta prevalenza che rimandano l'acqua del lago di Garda fino al lago di Ledro, da dove scende al mattino per far fronte alle punte di richiesta di utilizzo.

## Amministrazione
Amministrativamente appartiene alla comunità di valle Alto Garda e Ledro che in Trentino svolge anche le funzioni di comunità montana.
I sei comuni esistenti nella valle per alcuni anni si sono accordati per costituire l'unione dei comuni della valle di Ledro, in attesa che un referendum sancisse definitivamente la costituzione di un unico comune. Il 30 novembre 2008 tutta la popolazione è stata chiamata alle urne e il referendum, con il 74,39% di sì, ha sancito la costituzione del nuovo comune di Ledro, entrato in funzione dal 1º gennaio 2010.
A maggio 2010 i cittadini sono stati chiamati al voto per la lista di preferenza, nonché nella scelta di 6 prosindaci.
La valle è collegata con la Valle del Chiese attraverso la forra dell'Ampola ricavata nella roccia dal torrente Palvico e con la piana di Riva del Garda e Arco attraverso la Strada del Ponale realizzata da Giacomo Cis a metà del 1800 e ora servita più comodamente dalla galleria di 3600 metri chiamata Agnese in onore del sindaco di Molina di Ledro che si batté a Roma per ottenere la conclusione dei lavori e l'apertura.